# Pas de justice, pas de paix

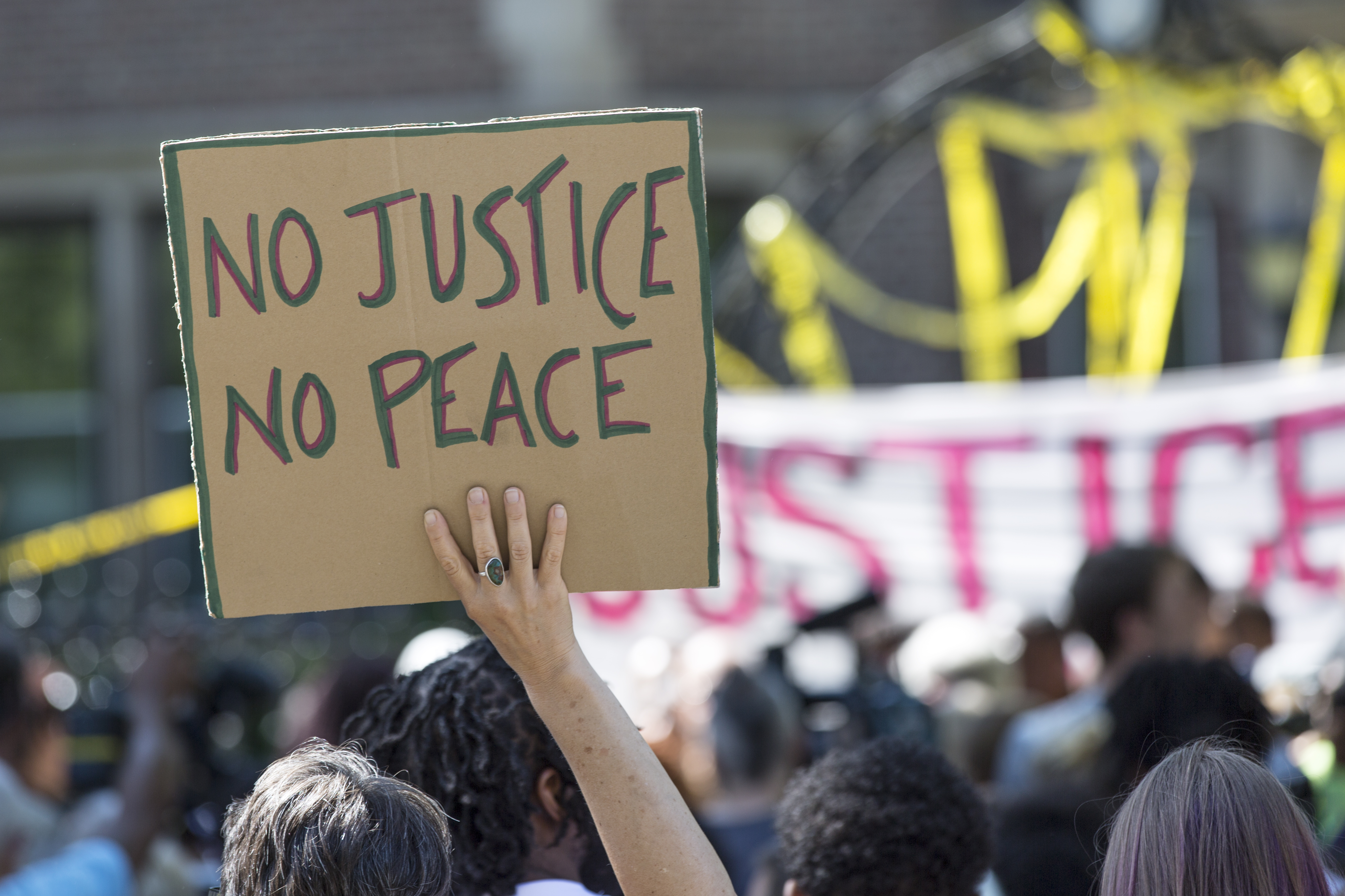
Saint Paul (Minnesota), juillet 2016.

Pas de justice, pas de paix (traduction de No Justice No Peace) est un slogan politique avec pour origine la protestation contre la violence ethnique envers les Afro-Américains par des Blancs américains. Il est utilisé pour la première fois, en 1986, après le meurtre de Michael Griffith (en) par des blancs à New York.

## Analyses
Pour Al Sharpton, militant des droits civiques et homme politique américain, le slogan Pas de justice, pas de paix est « le cri de ralliement pour ceux qui ne céderont pas à la pression de l'autorité ». Il peut être considéré, à tort, comme une remise en cause de l'ordre public, un appel à l'émeute, si la justice n'est pas rendue : « si vous ne pouvez pas nous garantir justice, nous ne vous laisserons pas en paix »,.
La journaliste et philosophe Clara Degiovanni, explique, dans Philosophie Magazine, que ce slogan, plaçant la justice devant la paix, est similaire à la « vision d’Antigone de Sophocle, pour qui la justice – divine et absolue – doit primer sur tout le reste, y compris sur le risque de discorde et de trouble social au sein de la Cité ». Clara Degiovanni s'interroge sur ces deux notions qui ont « toutes les deux des limites ». La justice peut elle être équitable dans un environnement de violence qui provoque la peur ? Mais une paix sans justice est elle durable ? Pour Clara Degiovanni, le slogan indique bien que la justice est première mais qu'elle est aussi bénéfique. En effet c'est la condition « sans laquelle nulle paix réelle et durable ne peut advenir ». La justice est un vecteur de paix. Par contre la paix n’est pas  obligatoirement productrice de justice.

## Affaires emblématiques

### États-Unis
Le slogan Pas de justice, pas de paix est utilisé pour la première fois, aux États-Unis après le meurtre de Michael Griffith (en), en 1986, pris à partie par un groupe de jeunes blancs dans le quartier d'Howard Beach à New-York ,.
Après la mort de Tyre Nichols, en janvier 2023, les manifestants scandent Pas de justice, pas de paix pour obtenir des mesures de justice.

### France
En France, ce slogan est repris par les mouvements anti-racistes dont les animateurs du Mouvement de l'immigration et des banlieues (MIB) dans les années 1990. Avant même la naissance du MIB, les futurs militants du mouvement vont adopter le slogan en créant le collectif Pas de Justice, pas de paix en 1993 à la suite de l'acquittement de la boulangère qui a tué Ali Rafa, jeune maghrébin de 23 ans, d'une balle dans la tête à Reims.

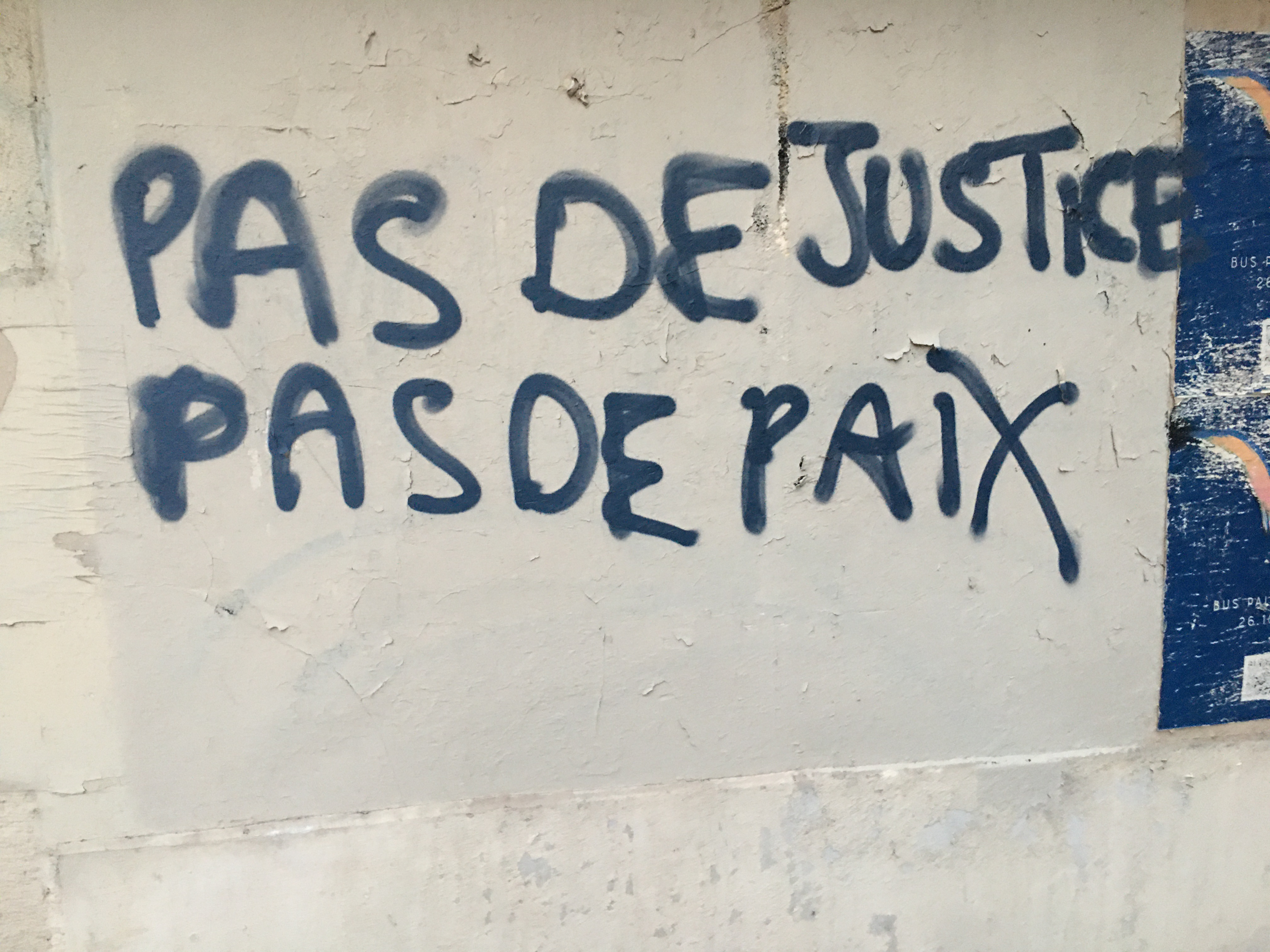
Paris, 2 juin 2020.

Ainsi le slogan continue d'être utilisé dans toutes les manifestations contre les violences policières et plus généralement contre le racisme. En juillet 2017, un millier de manifestants défilent à Beaumont-sur-Oise en mémoire d'Adama Traoré en utilisant le slogan pas de justice, pas de paix. Lors de la manifestation contre les violences policières du 2 juin 2020 à Paris, organisée par le collectif Vérité pour Adama, les manifestants utilisent le slogan Pas de justice, pas de paix.
C'est aussi le cas lors des émeutes consécutives à la mort de Nahel Merzouk. Dans ce cadre quand le député David Guiraud, LFI, indique « Moi, je n’appelle pas au calme. J’appelle à la justice », il reprend le message du slogan en plaçant la justice avant la paix. C'est aussi les propos de Marine Tondelier, EÉLV : « Sans justice et sans vérité, il n’y aura pas de paix ».

### Royaume-Uni
Le slogan est repris à Londres en 2011, à la suite de la mort de Mark Duggan (en), Britannique d'origine antillaise de 29 ans tué par un policier. Des émeutes s'ensuivent du 6 au 10 août 2011.
De même, le 3 juin 2020, à Londres des milliers de manifestants scandent pas de justice, pas de paix, pas de police raciste en défilant  en mémoire de George Floyd, tué par un policier blanc à Minneapolis.

## Chanson
En 1999, le groupe la Rumeur sort l'album L'Entre-Volets, avec le titre Pas de justice pas de paix sur la face B. 
En 2000, le rappeur Fabe fait de ce slogan le refrain du titre Evidence, issu de l'album La rage de dire.
En 2017, le rappeur belge Original Uman, dans son album Umanist, utilise le slogan pour un titre de chanson.